# Afroman
Joseph Edgar Foreman (Palmdale, 28. srpnja 1974.), poznatiji kao Afroman je američki reper i gitarist.

## Životopis i karijera
Afroman je rođen 28. srpnja 1974. u Los Angelesu. Prvi doticaj s glazbom imao je u 8. razredu, kada je napisao pjesmu o svojoj nastavnici i prodavao je po školi, pjesma je bila veliki hit u školi i prodao je oko 400 kopija. Prvi album izdao je 1999. i zvao se My Fro-losophy, nije se mogao kupiti u trgovinama nego izravno preko Afromana. Drugi album, Because I Got High je objavio godinu kasnije. Pjesma Because I Got High je postala popularna preko interneta i Afroman je postao jako popularan u Americi. Do danas (srpanj 2008.) je izdao još 9 albuma. Posebnost Afromana je to što albume ne izdaje diskografska kuća nego ih on sam prodaje preko njegove stranice  Arhivirana inačica izvorne stranice od 10. srpnja 2008. (Wayback Machine).

## Pjesme
Njegove najpoznatije pjesme su "Because I Got High" i "Crazy Rap", riječi njegovih pjesama su najčešće o seksu, drogi (marihuani) i njegovom životu. U pjesmi "Because I Got High"  pjeva o tome kako si je uništio život zbog droge, zbog čega su ga kritizirali jer loše utječe na mlade, no on je odgovorio kako mu to nije bio cilj nego je htio odgovoriti mlade od pušenja marihuane.U pjesmi "Crazy Rap" govori o ženama s kojima je bio. U pjesmi Whack Rappers govori o tome kako prezire američke rappere poput 50 centa, Jay Z, Missy Elliot i druge. Njegove pjesme su pune humora po čemu je najpoznatiji. Pošto je postao jako popularan preko interneta pjesme mu često imaju 2 naziva, Crazy Rap se zove i Colt 45, također pjesma Hugngry Hustler se zove i Fuck McDonald's And Taco Bell.

## Diskografija
- My Fro-lospohy (1999.)
- Because I Got High (2000.)
- The Good Times (2001.)
- Sell Your Dope (2002.)
- Afroholic... The Even Better Times (2004.)
- Jobe Bells (2004.)
- 4R0:20 (2004.)
- The Hungry Hustlerz: Starvation Is Motivation (2004.)
- Drunk'n'High (2006.)
- A Colt 45 Christmas (2006.)
- Waiting to Inhale (2008.)
- Frobama (2009.)

## Vanjske poveznice
- Službena stranica  Arhivirana inačica izvorne stranice od 18. siječnja 2014. (Wayback Machine)
- Afroman na MySpaceu
- Afroman na Allmusicu